# Schistophragma
Schistophragma är ett släkte av grobladsväxter. Schistophragma ingår i familjen grobladsväxter.
Kladogram enligt Catalogue of Life:
| Schistophragma | \| \| Schistophragma intermedium \| \| \| \| \| \| Schistophragma polystachya \| \| \| \| \| \| Schistophragma pusilla \| \| \| \| |
|                | \| \| Schistophragma intermedium \| \| \| \| \| \| Schistophragma polystachya \| \| \| \| \| \| Schistophragma pusilla \| \| \| \| |
|                | Schistophragma intermedium |
|                | |
|                | Schistophragma polystachya |
|                | |
|                | Schistophragma pusilla |
|                | |